# Псковський державний педагогічний університет імені С.М. Кірова
Псковський державний педагогічний університет імені  Кірова (ПДПУ) — університет у Псковській області Російської Федерації з 2011. Заснований 1919 активістами більшовицького руху. 1957 до вишу влитий Виборзький педагогічний інститут, який був ліквідований у російській зоні окупації Фінляндії.
Ректор — Юрій Дем'яненко (українського походження).

## Структура
Розміщений у 4 корпусах у місті Пскові:
- Основний корпус на пл.. Лєніна, б. 2
- Корпус на вул.. Л. Поземського, б.6
- Корпус на вул. Совєцькій, б. 21 — приміщення колишньої Псковської духовної семінарії.
- Корпус на вул.. Нєкрасова, б.24

До вузу належить 2 гуртожиток (на вул.. К.Маркаса, б. 1 біля головного корпусу на вул.. Воєводи Шуйського (К. Лібкнехта), б. 6)

## Факультети
В університеті діють 11 факультетів:
- Природничо-географічний факультет — 1932 рік створення.
- Історичний факультет — 1945 рік створення (1956—1963 у складі історико-філологічного факультету)
- Факультет іноземних мов — 1963 рік створення.
- Факультет освітніх технологій — від 1978 факультет початкової освіти, від 2000 — факультет начального образования.
- Факультет психології — від 1996 факультет дошкільної корекціонної педагогіки, від 1999 — психолого-педагогічний факультет.
- Факультет соціальних технологій — 2008 створений.
- Факультет технології дизайну — 1997 створений як факультет технології та підприємництва.
- Фізико-математичний факультет — 1932 створений.
- Філологічний факультет — 1945 створений (спочатку як літературний, у 1956—1963 роках у складі історико-філологічного факультету)
- Юридичний факультет — 2009 створений.
- Вища бізнес школа — факультет менеджмента — 2008 створений.

## Аспірантура
В аспирантуре ПДПУ навчають 15-ти фахам:
- Дискретна математика та математична кібернетика
- Фізика конденсованого стану
- Зоологія
- Вітчизняна історія
- Археологія
- Економічна теорія
- Російська література
- Російська мова
- Німецькі мови
- Загальна педагогіка, історія педагогіки та освіти
- Теорія та методика навчання та виховання (математика)
- Теорія та методика навчання та виховання (іноземні мови)
- Педагогічна психологія
- Економічна, соціальна, політична та рекреаціонна географія
- Геоморфологія та еволюційна географія

## Міжнародна діяльність
ПДПУ співробітничає із вузами у Білорусі, Естонії, Латвії, Литві, Україні, Швеції, Китаї.
Основні напрямки міжнародної діяльності університету :
- підвищення академічного стандарту університету у дослідницькій та освітній царинах шляхом розвитку міжнародних зв'язків;
- встановлення тривалих ділових контактів із вищими навчальними закладами з метою розвитку освітніх та наукових проектів;
- підвищення професійного рівня професорсько-викладацького складу;
- вдосконалення навчального процесу;
- підвищення міжнародного авторитету університету;
- обмін студентами та викладачами.

## Історичні відомості
- 1 вересня 1874 — відкриття Псковської чоловічої вчительської семінарії— першого педагогічного навчального закладу Псковської губернії для підготовки вчителів у земських школах.
- Жовтень 1909 — заснований вчительський інститут — новий навчальний заклад для підготовки вчителів у міських школах та початкових училищ Міністерства народної освіти.
- Жовтень 1919 — з'єднання учительської семінарії та учительського інституту в Інститут народної освіти — перший вищий педагогічний навчальний заклад Пскова та губернії — для підготовки вчителів шкіл І та ІІ ступенів, політпросвіт працівників.
- 1923 — зробивши один випуск, перетворений у педагогічний технікум — середній навчальний заклад по підготовці вчителів шкіл І ступеню та працівників дошкільних та політико-просвітницьких закладів.
- 17 жовтня 1932 — заснований педагогічний інститут із 5 відділеннями: соціально-економічний, фізичний, математичний, хімічний, біологічний. Протягом двох років педінститут та педтехнікум працювали в одній будівлі і під керівництвом одного директора.
- 1934 — відокремлення інституту від технікуму, відкриття при самостійному педінституті дворічного педагогічного інституту для підготовки вчителів семирічних шкіл. Відділення перетворені на факультети. У вузі діяли два факультети — фізико-математичний та природознавчий.
- 1936 — перший випуск педагогічного та вчительського інститутів: до 1941 вийшло 933 фахівця.
- Під час Другої світової війни інститут евакуювався у місто Кіров і тимчасово припинив діяльність.
- Травень 1945 — відновлення Псковського педагогічного та вчительського інститутів у складі чотирьох факультетів: фізико-математичний, природознавства, історичний та літературний.
- 1952 — скасований вчительський інститут на користь педагогічного інституту.
- 1956 — переведений на 5-річний термін навчання, став готувати вчителів широкого профілю.
- 1957 — на користь Псковського педінституту скасований Виборзький, збільшивши кількість викладачів до 100, а студентів стало більше на 1000.
- 1963 — створений факультет іноземних мов.
- 1970 — на користь Псковського педінституту скасований Великолукський педінститут.
- 1977 — створений факультет початкових класів, пізніше із нього виділився факультет корекційної педагогіки (потім психолого-педагогічний).
- 1997 — створений факультет технології та підприємництва.
- 1982 — нагородження Псковського педагогічного інституту орденом «Почесним знаком» за успіхи у підготовці кадрів для народної освіти, навчання та підготовки студентів.
- В останні роки в інституті були відкриті нові спеціальності: соціальна робота, практична психологія, музейна справа і охорона пам'ятників, біоекологія, практична журналістика, зв'язки із громадськістю та ін..
- 22 березня 2005 — перетворений на «Псковський державний педагогічний університет ім.. Кірова.».
- 14 жовтня 2011 — внесений в реєстр державних закладів.[7] 14 жовтня тепер — день заснування нового вузу, Псковського державного університету.[8]
- 25 жовтня 2011 відбулася церемонія відкриття Псковського державного університету.[7][8]